# Kimeryd
| okres / system                         | epoka / oddział   | wiek / piętro | Wiek (mln lat) |
| -------------------------------------- | ----------------- | ------------- | -------------- |
| kreda                                  | wczesna           | berrias       | młodsze        |
| jura                                   | górna (malm)      | tyton         | 145,0–152,1    |
| jura                                   | górna (malm)      | kimeryd       | 152,1–157,3    |
| jura                                   | górna (malm)      | oksford       | 157,3–163,5    |
| jura                                   | środkowa (dogger) | kelowej       | 163,5–166,1    |
| jura                                   | środkowa (dogger) | baton         | 166,1–168,3    |
| jura                                   | środkowa (dogger) | bajos         | 168,3–170,3    |
| jura                                   | środkowa (dogger) | aalen         | 170,3–174,1    |
| jura                                   | wczesna (lias)    | toark         | 174,1–182,7    |
| jura                                   | wczesna (lias)    | pliensbach    | 182,7–190,8    |
| jura                                   | wczesna (lias)    | synemur       | 190,8–199,3    |
| jura                                   | wczesna (lias)    | hettang       | 199,3–201,3    |
| trias                                  | późny             | retyk         | starsze        |
| Podział jury według ICS, sierpień 2012 |                   |               |                |

Kimeryd (ang. Kimmeridgian)
- w sensie geochronologicznym: drugi wiek późnej jury, trwający według przyjmowanego do 2012 roku przez Międzynarodową Komisję Stratygrafii podziału jury około 5 milionów lat (od 155,7 ± 4,0 do 150,8 ± 4,0 mln lat temu)[1]; w roku 2012 Komisja poprawiła datowanie na od 157,3 ± 1,0 do 152,1 ± 0,9 mln lat temu[2]. Kimeryd jest młodszy od oksfordu a starszy od tytonu.

- w sensie chronostratygraficznym: drugie piętro górnej jury, wyższe od oksfordu a niższe od tytonu. Stratotyp kimerydu znajduje się w profilu Flodigarry na wyspie Skye, u wybrzeży Szkocji[3].

Nazwa piętra (wieku) pochodzi od nazwy wioski Kimmeridge (Dorset, Anglia).

## Fauna kimerydu

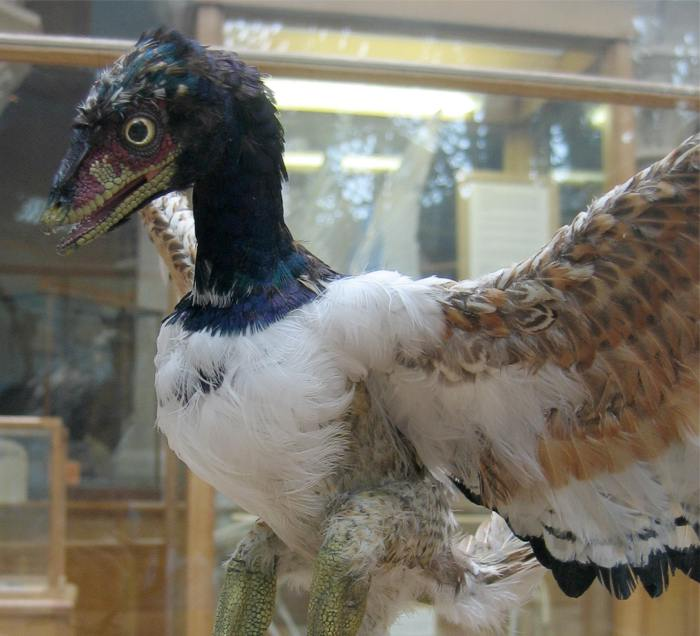
Archeopteryks

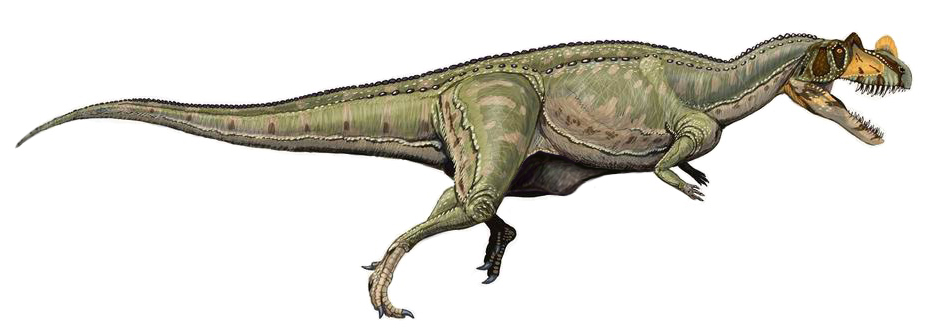
Ceratozaur

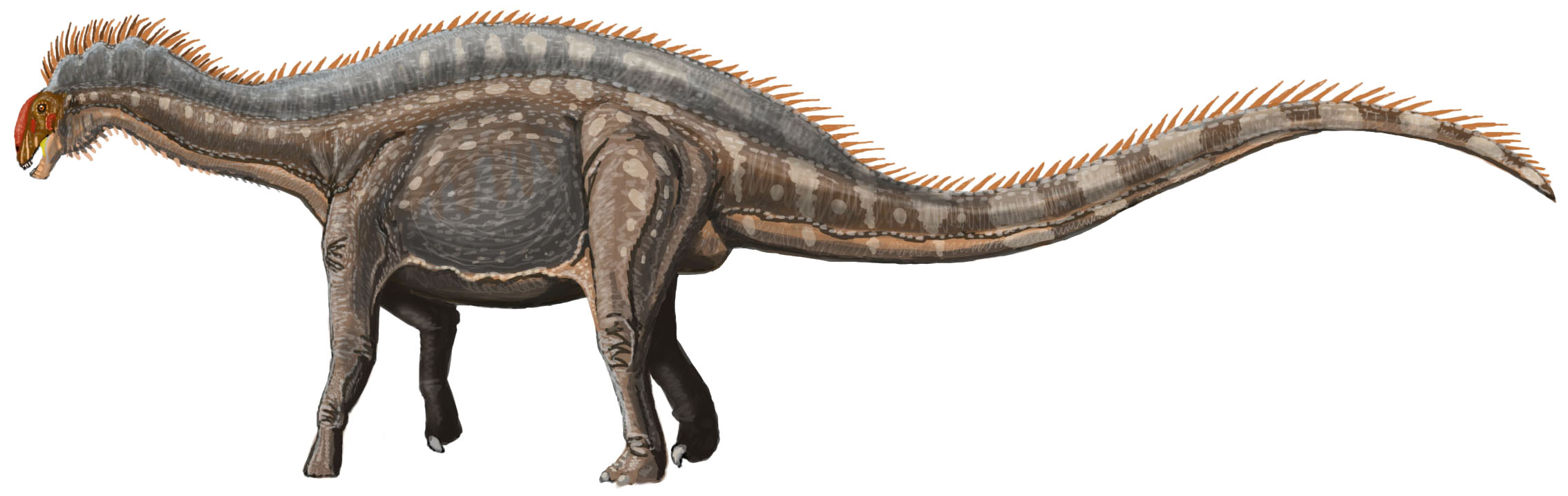
Dikreozaur

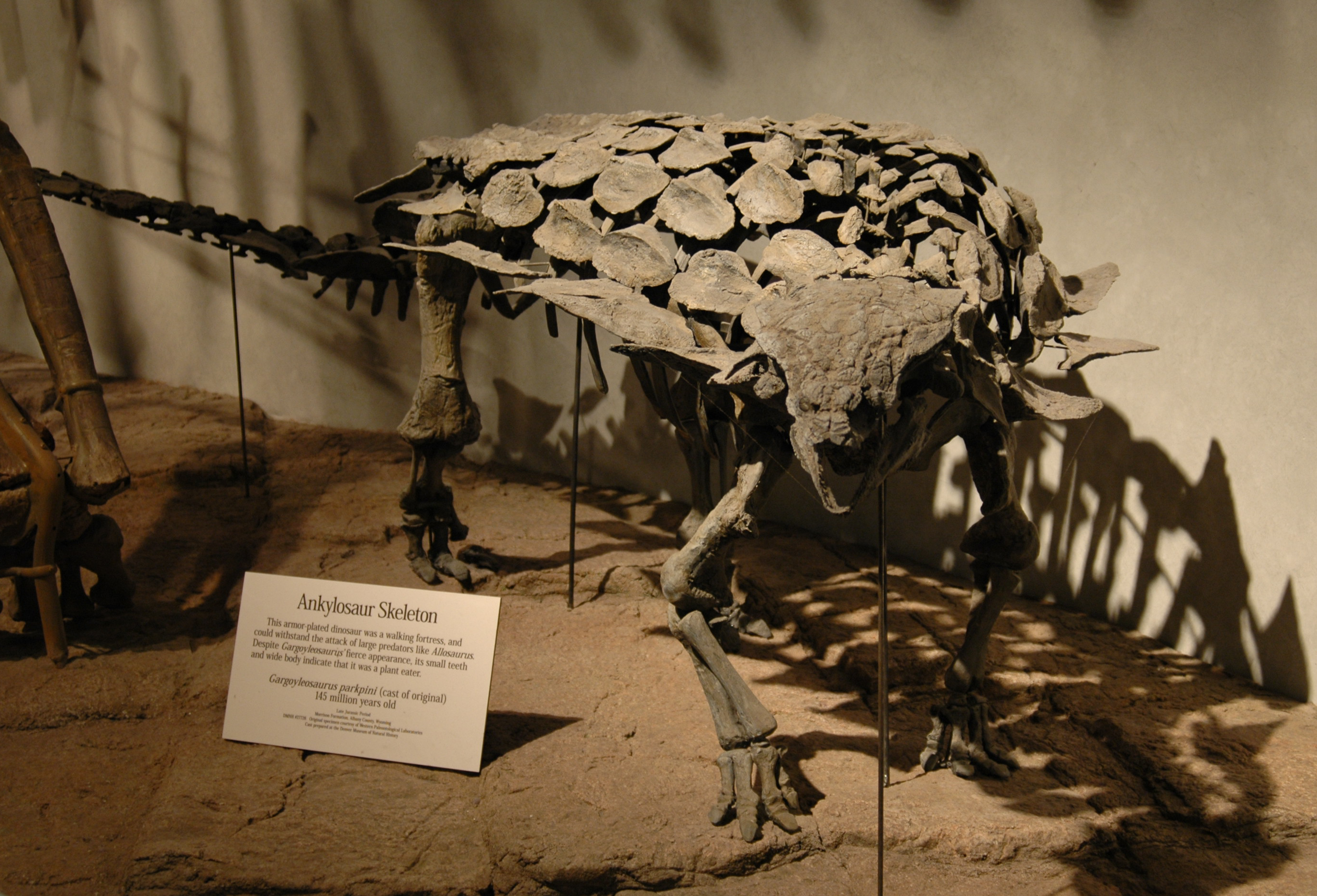
Gargojleozaur

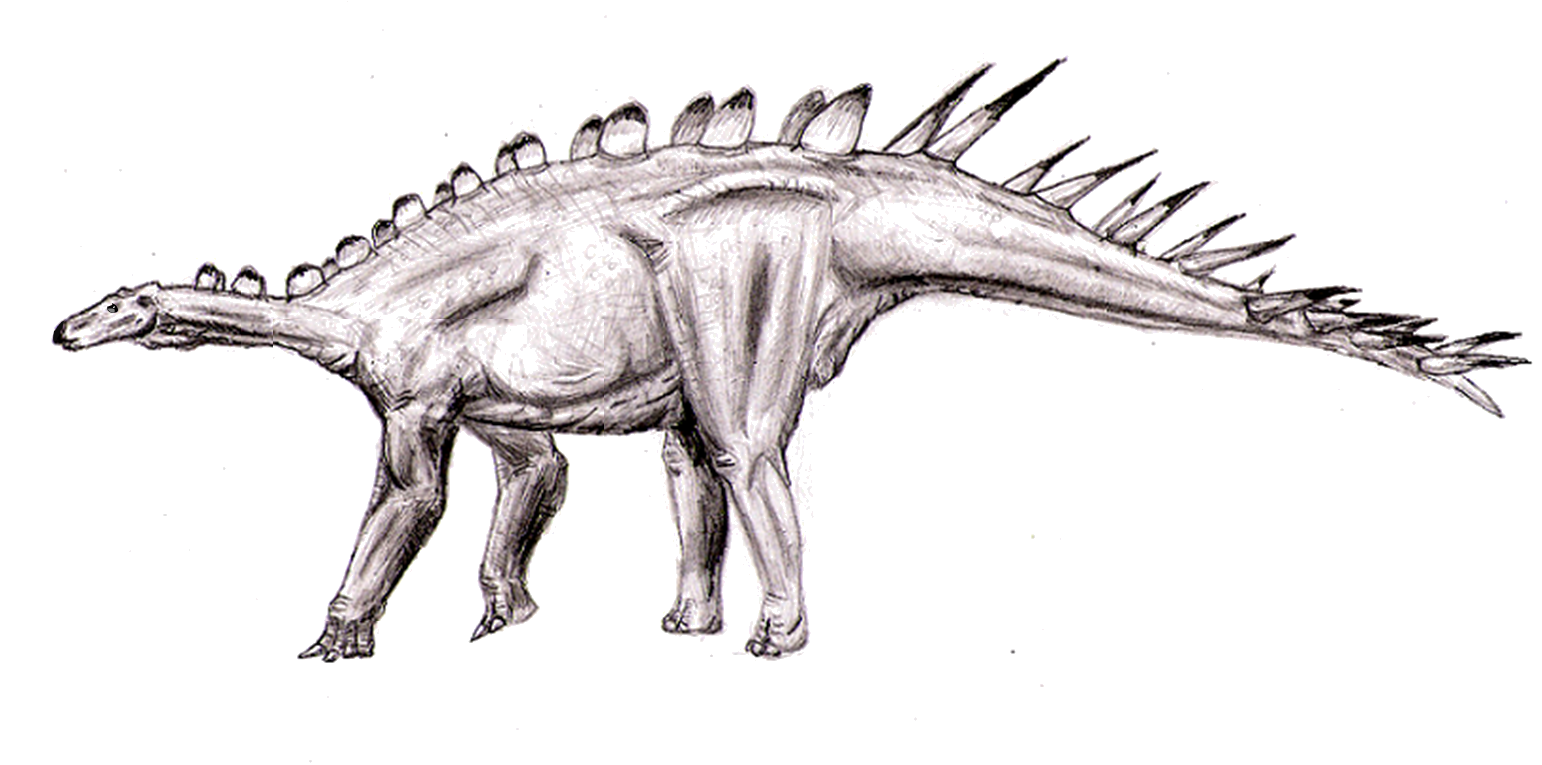
Dacentrur

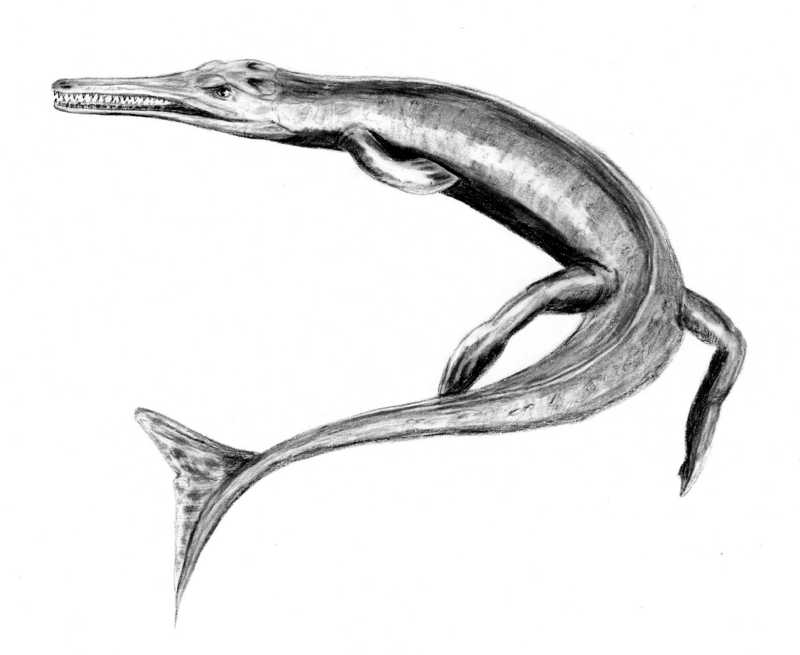
Geozaur

### Ptaki
- Archeopteryks – archeopteryksokształtny, Niemcy

### Nieptasie teropody
- Awiatyran – tyranozauroid, Portugalia[4]
- Stoksozaur – tyranozauroid, USA, Anglia
- Allozaur – karnozaur, USA, Tanzania, Portugalia
- Ceratozaur – ceratozaur, USA, Tanzania, Portugalia
- Elafrozaur – ceratozaur, Tanzania
- Torwozaur – megalozaur, USA, Portugalia
- celur – celurozaur

### Zauropody
- Amficelias – diplodokokształtny, USA, jedno z największych stworzeń, jakie kiedykolwiek żyły
- Apatozaur – diplodokokształtny, USA
- Diplodok – diplodokokształtny, USA
- Dystrofez – diplodokokształtny, USA
- Eobrontozaur – diplodokokształtny, USA
- Dikreozaur – diplodokokształtny, Tanzania
- Europazaur – Macronaria, Niemcy
- Kamarazaur – kamarazaur, USA

### Ankylozaury
- Gargojleozaur – ankylozaur, USA
- Mymurapelta – ankylozaur, USA

### Stegozaury
- Gigantspinozaur – Chiny
- Dacentrur – stegozaur, Anglia, Francja, Hiszpania, Portugalia
- Hesperozaur – stegozaur, USA
- Kentrozaur – stegozaur, Tanzania
- Monkonozaur – stegozaur, Tybet
- Stegozaur – stegozaur, USA

### Ornitopody
- Otnielozaur – USA
- Drinker – hipsylofodon, USA
- Otnielia – hipsylofodon, USA
- Filodon – hipsylofodon, Portugalia[5]
- Driozaur – igunodon, USA, Tanzania
- Kamptozaur – igunodon, Wielka Brytania, Francja, USA

### Krokodylomorfy
- Dakosaurus maximus – Thalattosuchia, Wielka Brytania, Francja, Szwajcaria, Niemcy[6], Polska[7], Rosja[8], Argentyna[9], Meksyk[10]
- Geosaurus suevicis – Thalattosuchia, Wielka Brytania, Francja, Szwajcaria, Niemcy[6], Argentyna[11], Kuba[12], Meksyk[13]
- Machimosaurus – Thalattosuchia, Austria, Wielka Brytania, Niemcy, Portugalia, Szwajcaria
- Metriorynch – Thalattosuchia, Anglia, Francja, Niemcy[6], Argentyna[14], Chile[15]
- Steneosaurus – Thalattosuchia, Wielka Brytania, Francja, Niemcy, Szwajcaria, Maroko

### Plezjozaury
- Liopleurodon – pliozaur, Francja, Wielka Brytania, Rosja, Niemcy
- Pliozaur – pliozaur, Anglia[16]

### Belemnity
- Produvalia